# Wakaleo
Wakaleo ist eine Beutellöwengattung des Miozäns.

## Merkmale
Wakaleo besaß eine Größe, die zwischen dem sehr kleinen Priscileo und dem löwengroßen Thylacoleo lag. Die Gewichtsangaben schwanken zwischen 15 und 35 kg für die Funde der Riversleigh-Fauna, es liegen aber auch Angaben bis zu 41,4 kg vor. Er erreichte damit die Größe eines heutigen Dingos. Sein robuster Schädel ist länger und enger als der von Thylacoleo, aber kürzer und breiter als der von Priscileo. Markant sind die sehr großen unteren Schneidezähne und die großen vorderen Prämolaren. Die gesamte Backenzahnreihe nahm nach hinten an Größe ab. Von Priscileo unterscheidet sich Wakaleo durch die Reduktion des ersten Prämolaren und des letzten (vierten) Molaren.

## Paläobiologie
Wakaleo stellt den größten Beutegreifer in der Riversleigh-Fauna dar. Anatomischen Untersuchungen zufolge hatte er aber keine so hohe Beißkraft wie seine Verwandten Priscileo und Thylacoleo, errechnet wurden etwa 673 Newton, was einen Beißkraftquotienten, bezogen auf die Körpergröße und Muskelmasse, von 139 ergibt. Dieser Wert liegt im Bereich heutiger Wölfe. Möglicherweise lebte Wakaleo als Aasfresser an Waldrändern.

## Systematik
Wakaleo stellt eine Gattung innerhalb der heute ausgestorbenen Thylacoleonidae dar, den Beutellöwen, wobei sie der eigenen Unterfamilie Wakaleoninae zugewiesen wird, die sich durch die Reduktion des ersten Prämolaren von der Schwestergruppe der Thylacoleoninae unterscheidet. Sie war hauptsächlich im Miozän in Australien verbreitet. Es sind drei Arten bekannt: Wakaleo vanderleueri Clemens & Plane, 1974 lebte im mittleren Miozän und gehört verschiedenen Lokalfaunen von Riversleigh, aber auch der Bullock Creek-Lokalfauna im Northern Territory an. Wakaleo oldfieldi Clemens & Plane, 1974 lebte im frühen Miozän und ist ebenfalls in der Lokalfaunen von Riversleigh vertreten, kommt aber auch in der Kutjamarpu-Lokalfauna in South Australia vor. Sie wird manchmal auch als Synonym für Wakaleo vanderleueri geführt. Wakaleo alcootaensis Archer & Rich, 1982 lebte im späten Miozän und gehört der Alcoota-Lokalfauna im Northern Territory an. Die Gattung wurde 1974 vom amerikanischen Zoologen William A. Clemens und M. D. Plane erstmals beschrieben. Das Wort waka entstammt dabei einer Aboriginalsprache und bedeutet „klein“, leo ist die Bezeichnung für „Löwe“. Somit ist Wakaleo der „kleine Löwe“.